# Павлюх Іван Богданович
Іван Богданович Павлюх (нар. 12 серпня 1976, с. Коцюбинці, Гусятинський район, Тернопільська область, УРСР) — український футболіст, захисник.

## Клубна кар'єра
Іван Богданович Павлюх народився 12 серпня 1976 року в селі Коцюбинці Гусятинського району Тернопільської області. Вихованець ДЮСШ Гусятинського району. Закінчив спочатку Львівське училище фізичної культури, а згодом Львівський державний інститут фізичної культури. Першими тренерами майбутнього футболіста були Степан Іванович Кулій, Олег Дмитрович Родін та Лев Броварський.
У сезоні 1992/93 зіграв 1 поєдинок у складі друголігового «Газовика» (Комарно). З 1993 по 1996 рік виступав у складі львівських «Карпат», які на той час виступали у Вищій лізі. У футболці львів'ян дебютував 23 квітня 1993 року в матчі проти луганської «Зорі». У сезоні 1993/94 перебував в орендах у клубах із нижчих ліг чемпіонату України (ФК «Львів» — 3 поєдинки; «Скала» (Стрий) — 7 поєдинків).
З 1996 по 1999 рік виступав у складі дніпропетровського «Дніпра» (52 поєдинки в чемпіонаті, 9 поєдинків у національному кубку), а також 3 матчі провів у складі фарм-клубу головної команди, в «Дніпрі-2». З 1999 по 2002 рік знову виступав у львівських «Карпатах». За період перебування у львівській команді загалом (з урахуванням першого та другого періодів) зіграв 125 матчів та забив 4 м'ячі. Окрім основної команди львів'ян, футболіст виступав і за її фарм-клуби — «Карпати-2» та «Карпати-3».
Наступні сезони Іван провів у складі нижчолігових клубів «Газовиці-Скала» (Стрий) (2003—2004, 33 поєдинки в чемпіонаті та 2 національному кубку) та «Раві» (Рава-Руська) (2004—2006, 52 в національному чемпіонаті та 2 в національному кубку).
На аматорському рівні Іван Павлюх продовжив виступи У клубах ФК «Галичина» (Львів) (2007—2008, 8 матчів у національному аматорському чемпіонаті, 2 (1 гол) — у аматорському кубку), ФК «Кар'єр» (с. Торчиновичі) (2011, 7 поєдинків) та ФК «Перемишляни» (2012, 9 матчів).

## Виступи за збірну
Виступав за юнацьку збірну України U-18.

## Особисте життя
Одружений, разом з дружиною Юлією виховує доньку Анастасію та сина Богдана.